# 중국과학기술협회
중국과학기술협회(CAST; 중국어 간체자: 中国科学技术协会, 병음: Zhōngguó Kēxué Jìshù Xiéhuì)는 다수의 전국 전문 학회와 여러 지역 및 국제 수준의 수백 개 지부로 구성된 중국 과학자 및 엔지니어의 인민 단체이다. CAST는 1958년 9월 전국자연과학회 연합회와 전국과학보급협회의 합병을 통해 설립되었다. 공식적인 목표는 과학 기술 공동체와 중국공산당 및 정부 사이의 연결고리 역할을 하는 것이다. CAST는 중국인민정치협상회의(CPPCC)의 구성원이다. 완강은 CAST 전국 위원회의 현 회장이다. 허쥔커는 CAST의 중국공산당 당위원회 서기를 맡고 있다.

## 기술이전
2003년 12월, CAST는 중국공산당 중앙조직부 및 인력자원사회보장부와 협력하여 해외 엘리트 지적 자원 조국 지원 프로그램(HOME, "하이즈"라고도 함)을 설립했다. HOME의 목표는 기술이전을 위해 해외 과학 기술 인재를 유치하는 것이었다. 2014년 이래로 CAST는 여러 국가에 일련의 "해외 기업가 기지"를 설립했는데, 이는 "중국 내 기지가 해외 혁신 센터 네트워크에서 얻은 혁신적인 아이디어를 인큐베이팅하고 상업화하는 허브 앤 스포크 모델"로 묘사되었다.

### 미국
미국에서 CAST는 유사한 이름을 가진 중국 과학 기술 협회(CAST-USA, 중국어 간체자: 中国旅美科技协会)와 관계를 유지해 왔다. CAST-USA는 1992년에 설립된 비영리 단체로 여러 미국 주에 지부를 두고 있다. 중국국제문화교류센터는 중화인민공화국 국가안전부의 표면단체로, 교류 프로그램을 위해 CAST와 오랜 협력 관계를 맺어왔다. CAST-USA는 또한 상무부의 "해외 혁신 기지"와 협력하고 있다.

## 학술지
《사이언스 & 테크놀로지 리뷰》(Science & Technology Review)는 1980년 미국에서 창간되었으며 CAST의 공식 학술지이다.

## 같이 보기
- 천인계획
- 저장 대학 기술이전센터
- 111 계획
- 중국농업과학회